# Gonanticlea choiseuli
Gonanticlea choiseuli là một loài bướm đêm trong họ Geometridae.